# Lahntal
Lahntal è un comune tedesco di 7 102 abitanti situato nel land dell'Assia.